# ماری اکرمی
ماری اکرمی (انگلیسی: Mary Akrami) مدیر مرکز توسعه توانمندی‌های زنان افغان است.

## فعالیت‌ها
او در سال ۲۰۰۱ و به نمایندگی از جامعه مدنی افغان در کنفرانس بن شرکت کرد. در سال ۲۰۰۳، مرکز توسعه توانمندی‌های زنان افغان، اولین سرپناه زنان (یا خانه امن زنان) را در کابل افتتاح کرد. این خانه امن، خدماتی چون مشاوره حقوقی، کلاس‌های سوادآموزی، مشاوره روانی و آموزش مهارت‌های اولیه را به زنانی که به آن نیاز دارند، ارائه می‌دهد. اکرمی، به صورت شبانه‌روزی در پناهگاه زنان، پاسخگوی زنان نیازمند حمایت است و تحت مدیریت او، برخی از زنان توانسته‌اند به صورت علنی، کسانی را که از آن‌ها سوءاستفاده کرده‌اند، متهم کرده و علیه آن‌ها، در دادگاه اقامه دعوا کنند؛ چیزی که پیش‌تر سابقه نداشته‌است. او به خاطر این فعالیت‌ها، با تهدیدهایی مواجه شده‌است.

## جوایز و افتخارات
او در سال ۲۰۰۷ توانست جایزه بین‌المللی زنان شجاع را به دست آورده و در فهرست «صد زن ۲۰۱۶ بی‌بی‌سی»، به عنوان یکی از زنان تأثیرگذار و الهام‌بخش سال، قرار بگیرد.